# Аеродром Есендон
Аеродром Есендон (IATA: MEB, ICAO: YMEN) (енгл. Essendon Airport) се налази у Есендону, 11 km северно од Мелбурна и 5 km јужно од Аеродрома Таламарин.

## Историја
Аеродром Есендон је отворен 1921. године. Први редовни међународни лет до Мелбурна је слетео на полетно-слетну стазу аеродрома Есендон 1951. године. Полазиште је био Нови Зеланд. Касније, 1970, Аеродром Таламарин је био изграђен да замени Аеродром Есендон јер полетно-слетне стазе и терминал нису могли да приме авионе попут Боинга 747, Макдонел Дагласа DC-10 итд.